# Hannibal
Hannibal es una novela de Thomas Harris, parte de la saga que cuenta la historia del icónico personaje psicópata Hannibal Lecter. La novela se desarrolla siete años después de lo sucedido en The Silence of the Lambs y trata sobre el intento de venganza de una de las víctimas de Hannibal. La novela sirvió de soporte a la película Hannibal, dirigida por Ridley Scott.

## Resumen del argumento
Hannibal tiene lugar siete años después de The Silence of the Lambs, El Dr. Hannibal Lecter, el asesino y caníbal que escapó de las autoridades siete años antes, todavía elude al FBI. La agente especial Clarice Starling, quien se entrevistó con Lecter durante su encarcelación buscando ayuda para capturar al asesino en serie Buffalo Bill, es la encargada de la búsqueda de Lecter. Para convencer a los directores del FBI que Starling debe ser despedida, su némesis en el Departamento de Justicia de los Estados Unidos, Paul Krendler, divulga que existe una relación inapropiada entre Starling y Lecter. Luego de que una recompensa privada es ofrecida por la única víctima viva de Hannibal, el desfigurado, acaudalado y abusador de niños Mason Verger, Krendler trata de hacer sufrir a Starling, para que así Lecter salga de su retiro para confortarla. Por el momento, ella no es despedida simplemente para ayudar a atrapar a Lecter, para que de esa forma Krendler logre hacerse con la recompensa.
Años antes, Lecter persuadió a Verger de cortar su propia cara, bajo influencia de drogas, y alimentar a unos perros con ella, todo esto antes de quebrarle el cuello. Como venganza Verger pretende mutilar a Lecter, dejando que cerdos especialmente criados y entrenados se alimenten de él.
Lecter es descubierto en Florencia, Italia, donde se hace llamar Dr. Fell. El comisionado de policía de Florencia, Rinaldo Pazzi, quien descubrió la verdadera identidad del Dr. Fell, se pone en contacto con Verger y planean la captura de Lecter. Pazzi se reúne con un grupo de trabajadores independientes, pagados por Verger, para tratar de atrapar a Lecter. Durante este tiempo, Starling también está tras la pista de Lecter, y también descubre que se encuentra en Florencia. Kendler culpa a Starling de un mensaje que aparece en periódicos internacionales advirtiendo a Lecter que está en peligro, aunque en realidad fue el mismo Kendler quien lo publicó para así comprometer a Starling y hacer que la despidan del FBI. Lecter descubre el plan de Pazzi y su asociación con Mason Verger, y como resultado, lo mata ahorcándolo con los intestinos salidos. Hannibal regresa a Washington a vigilar (sin intenciones homicidas) a Starling al enterarse de su salida del FBI.
Cuando Lecter llega a los Estados Unidos, mata a un cazador y lo destripa. Sin embargo, poco después, los empleados de Verger lo capturan; Starling es testigo del secuestro y lo reporta al FBI. Sin embargo dudan de Starling y sólo realizan un breve chequeo a la granja de Verger, sin encontrar rastro de Lecter. A pesar de todo Starling se infiltra en la granja con la intención de salvar a Lecter, sin embargo, en el proceso le disparan dos dardos rellenos con un poderoso narcótico. Lecter, ahora libre, carga a Clarice lejos de los cerdos. Verger es asesinado por su abusada hermana Margot, luego de que Lecter le dijera que lo hiciera y que él tomaría la culpa por la muerte.
En una aislada casa de playa que él había alquilado, Lecter comienza a lavarle el cerebro a Starling con una mezcla de psicoterapia y manipulación, en un intento de transformarla en su difunta hermana Mischa. Lecter captura a Kendler, para hacer a Starling enfrentar sus miedos, y le sirve el cerebro cocinado de Kendler a Starling, que se halla bajo los efectos de drogas. Luego de la cena, Starling y Lecter hablan acerca del intento fallido de transformarla. Dándose cuenta del dolor y vergüenza que le causó su vida en el FBI, Starling seduce a Lecter y desaparece con él. Tres años después, la pareja es vista en Buenos Aires, Argentina saliendo de la opera por el antiguo enfermero de Lecter, Barney. Este abandona el país para siempre por miedo a Lecter.

## Personajes enHannibal
- Hannibal Lecter
- Clarice Starling
- Mason Verger
- Margot Verger
- Rinaldo Pazzi
- Paul Krendler
- Barney Matthews
- Cordell Doemling
- Oreste Pini
- Carlo Deogracias
- Romula Cjesku
- Gnocco
- Jack Crawford
- Ardelia Mapp

- Datos: Q929184